# Relations entre le Bangladesh et la Turquie
Les relations entre le Bangladesh et la Turquie sont les relations bilatérales de la république populaire du Bangladesh et de la république de Turquie. Les deux pays sont membres de l'Organisation de la coopération islamique. La Turquie a une ambassade à Dacca et le Bangladesh a une ambassade à Ankara et un consulat à Istanbul.

## Histoire

### Ancienne

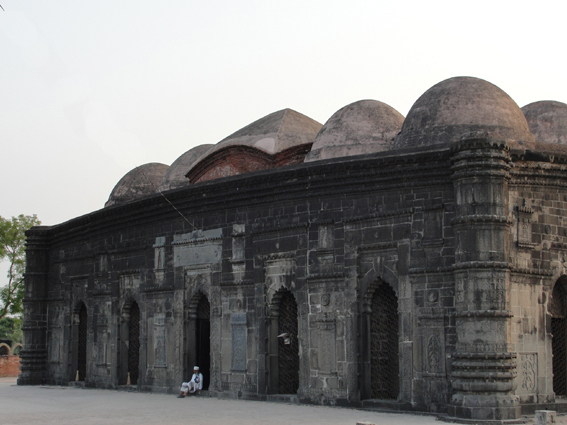
La construite sous le règne d'

Les Turcs sont connus pour avoir longtemps influencé le soufisme au Bangladesh. De nombreux Turcs ont accompagné Bakhtiyar Khalji lors de sa conquête du Bengale et s'y sont installés de façon permanente. Sous la dynastie des Khaldjî, de nombreux Turcs ont été placés à un rang élevé et la construction d'une société musulmane forte a été encouragée. Les Turcs ont créé de nombreuses mosquées, madrasas et khanqahs. Ghiyasuddin Iwaj Shah (en) a construit des forts, des autoroutes et des navires de voyage. Il innove stratégiquement dans les méthodes de contrôle des inondations. Shamsuddin Ilyas Shah est connu pour avoir unifié l'ensemble du Bengale en un seul sultanat en 1352. La domination turque a pris fin en 1487 après la mort du dernier sultan de la dynastie des Ilyas Shahi (en), Jalaluddin Fateh Shah (en). Cependant, de nombreux Turcs ont continué à vivre au Bengale et ont fusionné avec sa société.

### Moderne
En 2016, la relation diplomatique entre les deux pays s'est complexifiée lorsque le Bangladesh a dénoncé les demandes consécutives de la Turquie de libérer plusieurs dirigeants du Jamaat-e-Islami bangladais qui ont été condamnés pour crimes de guerre pendant la guerre de libération du Bangladesh par le Tribunal pénal international au Bangladesh et finalement exécutés,. À la suite de l'exécution du leader du Jamaat, Motiur Rahman Nizami, la Turquie a retiré son ambassadeur au Bangladesh. Cependant, après la condamnation par le Bangladesh de la tentative de coup d'État visant à renverser le gouvernement Erdogan, les relations ont commencé à s'améliorer. En conséquence, Ankara a envoyé un nouvel ambassadeur à Dacca. Après son arrivée, le nouvel ambassadeur turc a déclaré : « Le Bangladesh a aidé la Turquie en exprimant son soutien au gouvernement d'Erdogan après l'échec de la tentative de coup d'État ». L'ambassadeur a commenté que les relations entre les deux pays sont devenues normales. Il a également exprimé la volonté de la Turquie d'aider le Bangladesh à contrôler le militantisme dans le pays.
Pendant la crise des Rohingyas, où les Rohingyas musulmans étaient expulsés du Myanmar, la Turquie a donné des millions de dollars au gouvernement du Bangladesh afin d'aider les Rohingyas qui s'installent à Chittagong. En septembre 2017, la Première Dame Emine Erdogan a visité et aidé à fournir des secours dans les abris des Rohingyas et a promis plus de coopération et d'aide au Bangladesh.

## Visites d'État
L'ancien président du Bangladesh, Ziaur Rahman, est devenu le premier chef d'État bangladais à se rendre à Ankara. En 1986, le premier ministre turc de l'époque, Turgut Özal, s'est rendu au Bangladesh. Le président turc Süleyman Demirel a rejoint Nelson Mandela et Yasser Arafat lors des célébrations du jubilé d'argent de l'indépendance du Bangladesh en 1997. En 1998, les deux pays ont cofondé le groupe des 8 pays en développement. Le président turc Abdullah Gul a effectué une visite officielle à Dacca en 2010. Le premier ministre turc Recep Tayyip Erdoğan a effectué une visite à Dacca en 2010. La Première ministre bangladaise, Sheikh Hasina, a effectué une visite officielle à Ankara en 2012.

## Relations économiques
Le Bangladesh et la Turquie comptent parmi les principaux partenaires commerciaux de l'un et l'autre. Le commerce bilatéral entre les deux pays représente plus d'un milliard de dollars. Les articles d'exportation du Bangladesh vers la Turquie ont été dominés par les produits vestimentaires. Depuis 2012, le Bangladesh et la Turquie sont en pourparlers en vue de la signature d'un accord de libre-échange, mais la signature de l'accord est interrompue en raison des complications liées à la candidature de la Turquie à l'Union européenne, L'industrie de la construction navale du Bangladesh a également été identifiée comme un secteur potentiel pour les investissements turcs.
Le Bangladesh et la Turquie ont signé un protocole conjoint sur le commerce et l'investissement en 2012. La commission économique mixte Bangladesh-Turquie a tenu des réunions biennales pour discuter des moyens d'accroître le commerce et les investissements bilatéraux.

## Coopération militaire
En 2013, la Turquie a fourni des véhicules blindés légers Otokar Cobra à l'armée du Bangladesh. Le Bangladesh a signé un accord avec la Turquie sur la formation militaire, l'éducation et la coopération conjointe entre les forces des deux nations le 10 mars 1981 à Dacca. Conformément à cet accord, les forces navales spéciales de la Turquie ont formé les forces spéciales de la marine du Bangladesh à la plongée et au sauvetage dans le cadre de la Special Warfare Diving and Salvage (en) (SWADS).